# Donald Laws
Donald „Don“ Laws (* 30. Mai 1929 in Washington, D.C.; † 2. Dezember 2014 in Sandy Spring, Maryland) war ein US-amerikanischer Eiskunstläufer und Eiskunstlauftrainer.
Als Eiskunstläufer nahm Laws als Einzelläufer an der Weltmeisterschaft 1951 in Mailand teil und belegte als fünftbester US-Amerikaner den siebten Platz. Sein Trainer war der Kanadier Osborne Colson. 
Nach Beendigung seiner Wettkampfkarriere wurde Laws Eiskunstlauftrainer. Zu seinen Schülern gehörten Scott Hamilton, Michael Weiss und Patrick Chan. 
Laws war Mitglied des Einzel- und Paarlaufkomitees der ISU. Er war an der Entwicklung des neuen Bewertungssystems im Eiskunstlauf beteiligt.
| Personendaten    | Personendaten                                            |
| ---------------- | -------------------------------------------------------- |
| NAME             | Laws, Donald                                             |
| ALTERNATIVNAMEN  | Laws, Don                                                |
| KURZBESCHREIBUNG | US-amerikanischer Eiskunstläufer und Eiskunstlauftrainer |
| GEBURTSDATUM     | 30. Mai 1929                                             |
| GEBURTSORT       | Washington, D.C.                                         |
| STERBEDATUM      | 2. Dezember 2014                                         |
| STERBEORT        | Sandy Spring, Maryland                                   |